# Ювілейний парк (Кременчук)
Парк «Слави»  — парк у Кременчуці. Парк розташований лівому березі Дніпра, на заході межує з Придніпровським парком та за задумом спочатку був його другою чергою.
Закладення парку в 1967 році було присвячена до 50-річчя Радянської влади. На його території встановлено пам'ятний знак на честь закладки парку. Парк створено в ландшафтному стилі. Було висаджено 18 тисяч дерев і кущів. З 1975 року парк має статус пам'ятки садово-паркового мистецтва.
На місці сучасного парку до Другої світової війни розташовувалася Кременчуцька суконна фабрика, а також житлові будинки. Під час війни місто було знищено на 97 відсотків, фабрика і практично всі будівлі були зруйновані.

## Історія

### Парк у радянський період
Парк було закладено у 1967 році, на честь 50-річчя радянської влади. Подібні парки були розбиті в багатьох містах СРСР. Спочатку замислювався як друга черга закладеного в 1959 році Придніпровського парку, однак в підсумку отримав власне ім'я, «Ювілейний». Особливий внесок у створення парку зробив Єпішов Георгій Якович, уродженець Воронезької області, почесний громадянин Кременчука. У період роботи Єпішова місто отримало неофіційну назву «зеленої столиці України».
У парку було висаджено близько 16 тисяч дерев і кущів. Протягом 1959—1975 років була реконструйована дамба вздовж Дніпра. У парку був встановлений пам'ятний камінь, присвячений закладці парку, а також камінь з написом українською мовою: «У день відкриття Ювілейного парку 3 листопада 1967 року, що тут замурована капсула з заповітом нащадкам 2017 року».
У 1971 році до 400-річчя міста в парку було висаджено 400 каштанів. У 1972 році завершилося розпочате в 1966 році будівництво Міського палацу культури — найбільшого палацу культури міста. Перед будівлею був відкритий фонтан (див. Фонтани Кременчука).
Наприкінці 1980-х років у парку встановили літак, у якому планувалося організувати дитячий кінотеатр і кафе. З Полтавського аеродрому було привезено вантажний літак Ан-12А СРСР-11385 (2401004) з Ростова-на-Дону, списаний 1977 року. Після установки в парку пожежні служби заборонили його експлуатацію як кінотеатру, літак прийшов у запустіння і з часом був демонтований.
1989 року на території було відкрито басейн «Нептун», що належить Кременчуцькому університету.

### Парк за часів Незалежності

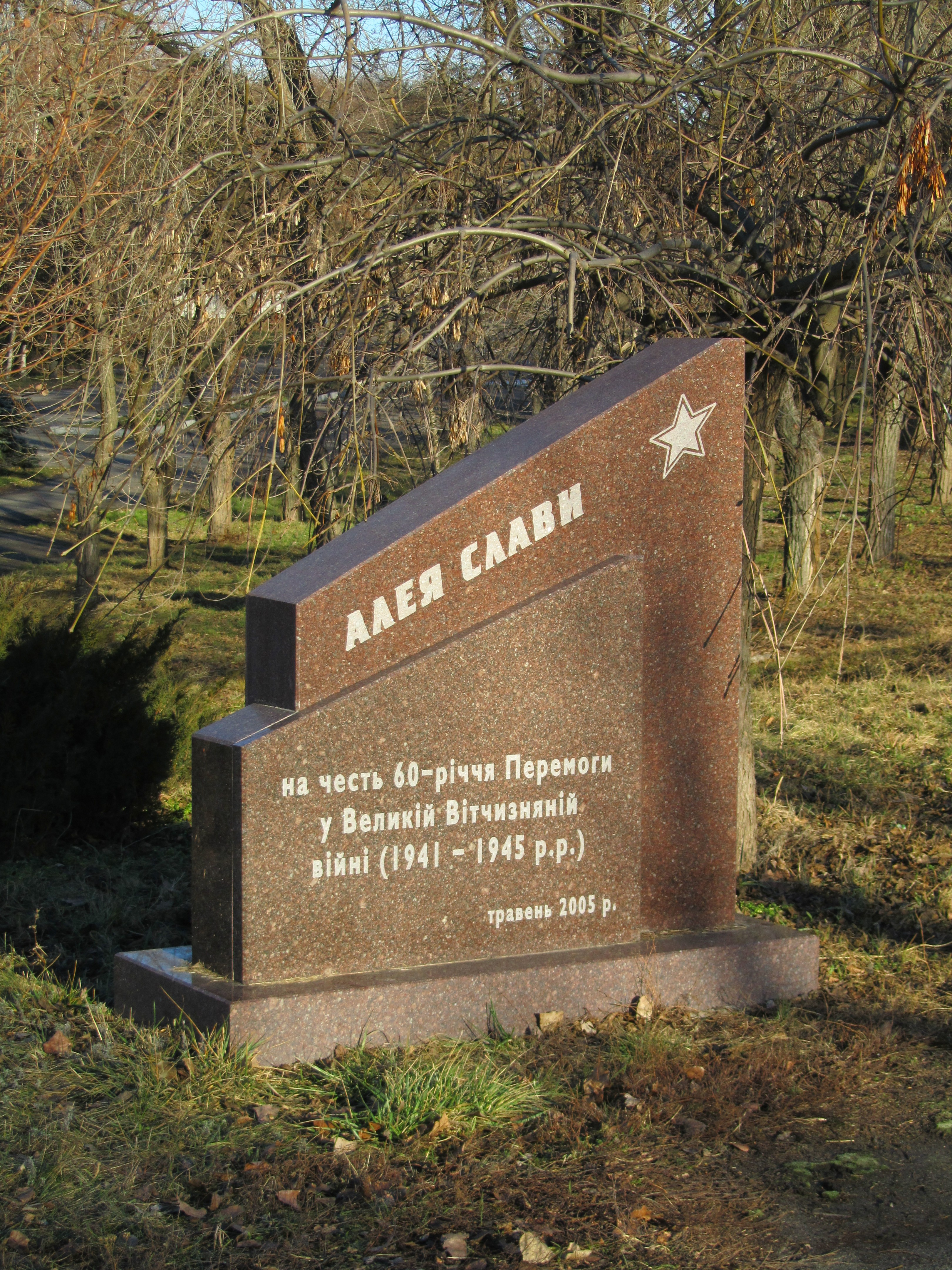
Пам'ятний камінь, присвячений 60-річчю Перемоги

У 1994 році було зупинено фонтан у Міського палацу культури.
19 квітня 2004 року в парку на березі Дніпра було встановлено пам'ятник Тарасові Григоровичу Шевченку, через 24 роки після першого прийняття рішення про його встановлення. Урочисте відкриття відбулося 22 травня.
У 2005 році у парку було закладено Алею Слави на честь 60-річчя перемоги у Другій світовій війні, було встановлено пам'ятну плиту. У 2008 році у рамках проекту Hyundai в Кременчуці й інших містах України були висаджені зелені насадження, на алеї Ювілейного парку було встановлено присвячений цьому пам'ятний камінь.
У 2009 році в колишній зеленій зоні парку, де за радянських часів стояв літак, був побудований супермаркет, незважаючи на протести містян. У 2010 році була проведена реконструкція парку.
У 2016 році було прийнято рішення про демонтаж плити, присвяченої 60-річчю перемоги, у рамках декомунізації. Порушувалося питання про перейменування парку у парк «Слави». У 2017 році було закладено Алея Пам'яті військовим, що загинули в АТО, було встановлено пам'ятний знак.
У 2016 році піднімалося питання про реконструкцію дамби вздовж Дніпра, що знаходиться в незадовільному стані. При проведенні комунальних робіт було виявлено підвал дореволюційного будинку, ймовірно, зруйнованого в роки Другої світової війни.
Громадскість міста звернулася до виконавчого комітету Кременчуцької міської ради з пропозицією про перейменування парку. Члени комісії 27 грудня 2019 року підтримали рішення про перейменнування парку в парку Слави було прийнято на засіданні комісії з питань найменування об'єктів міського підпорядкування.

## Галерея

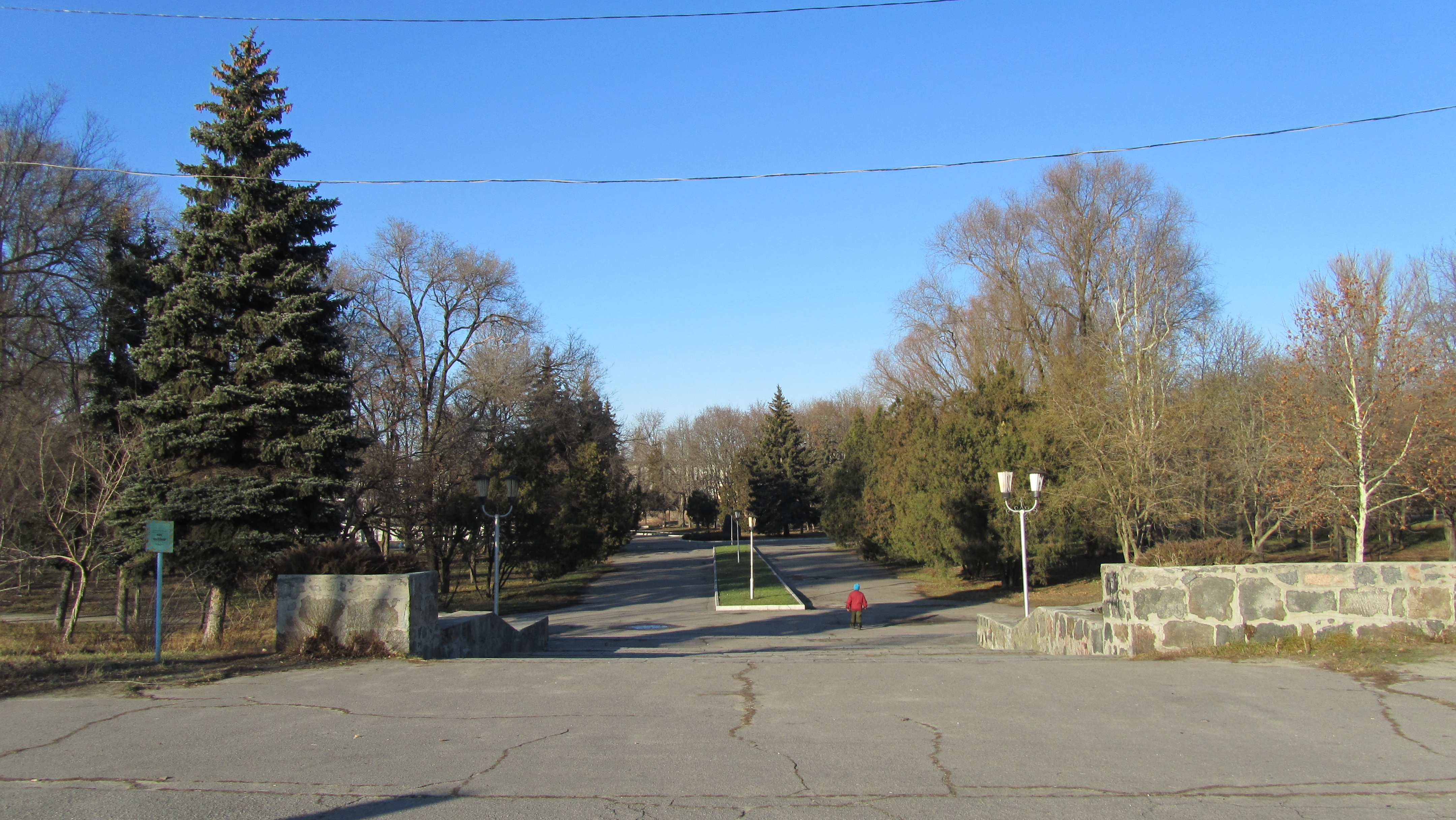
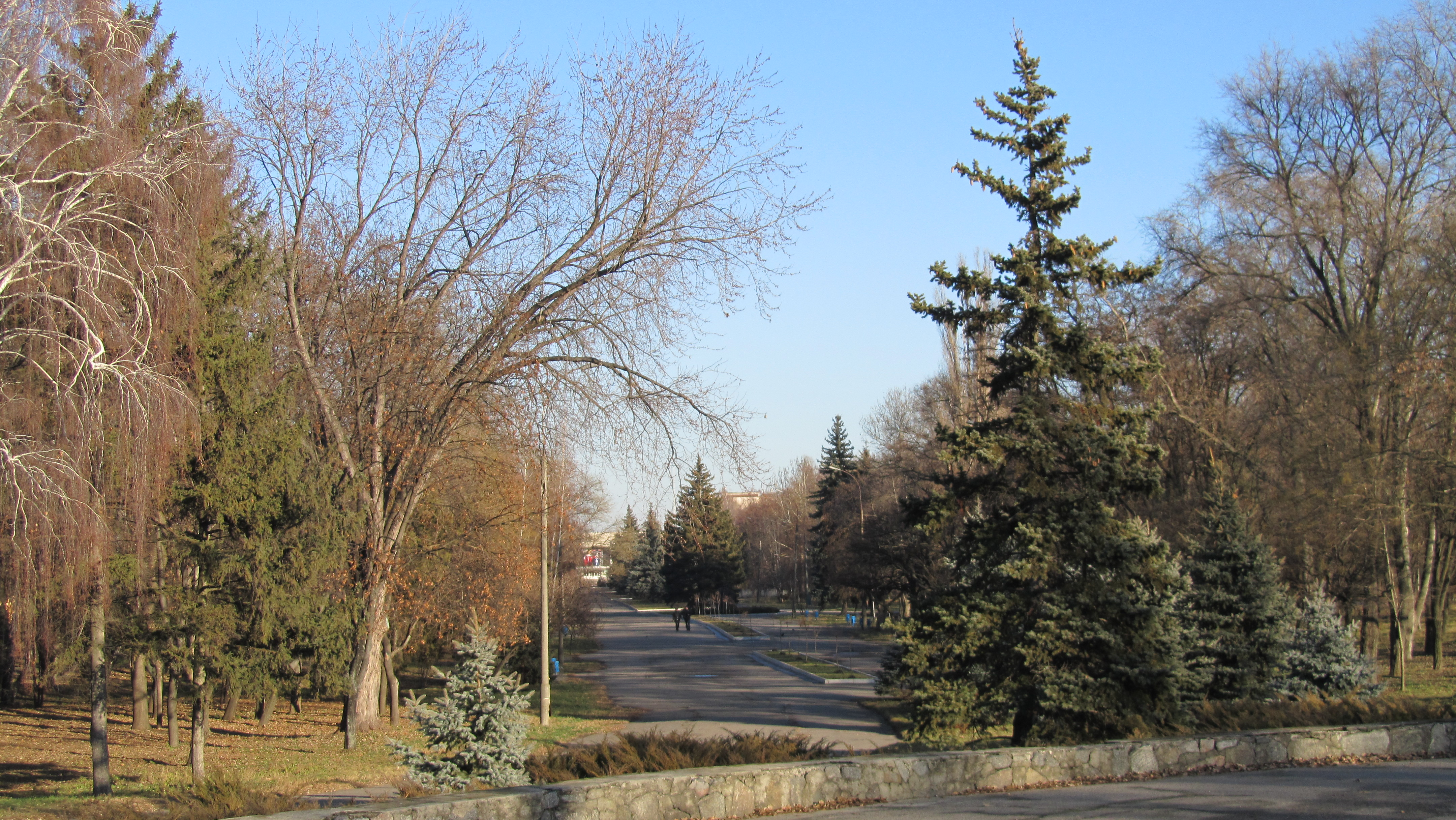
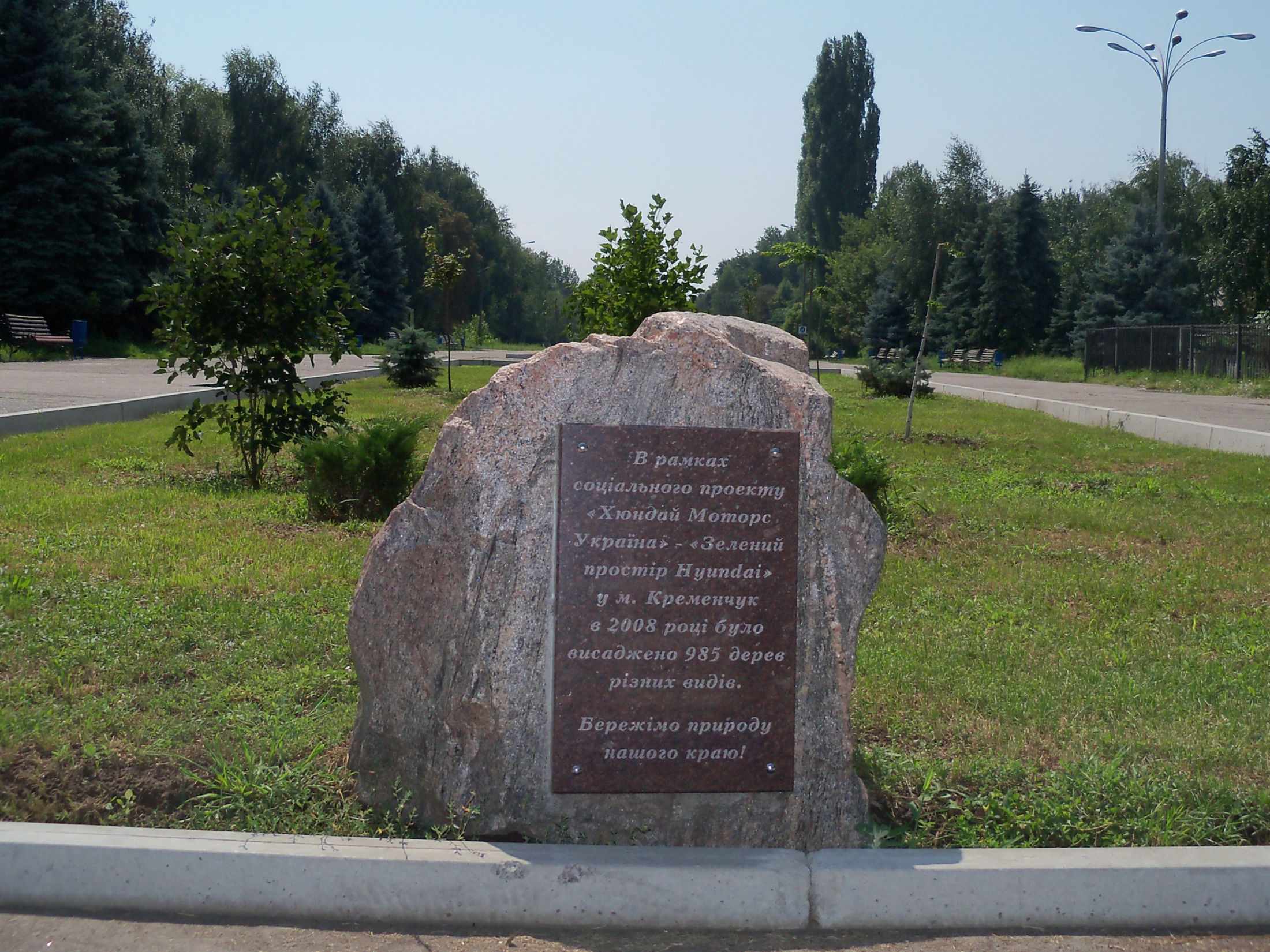
Пам'ятний знак «Зелений простір Hyundai» (вигляд з бул. Українського Відродження)
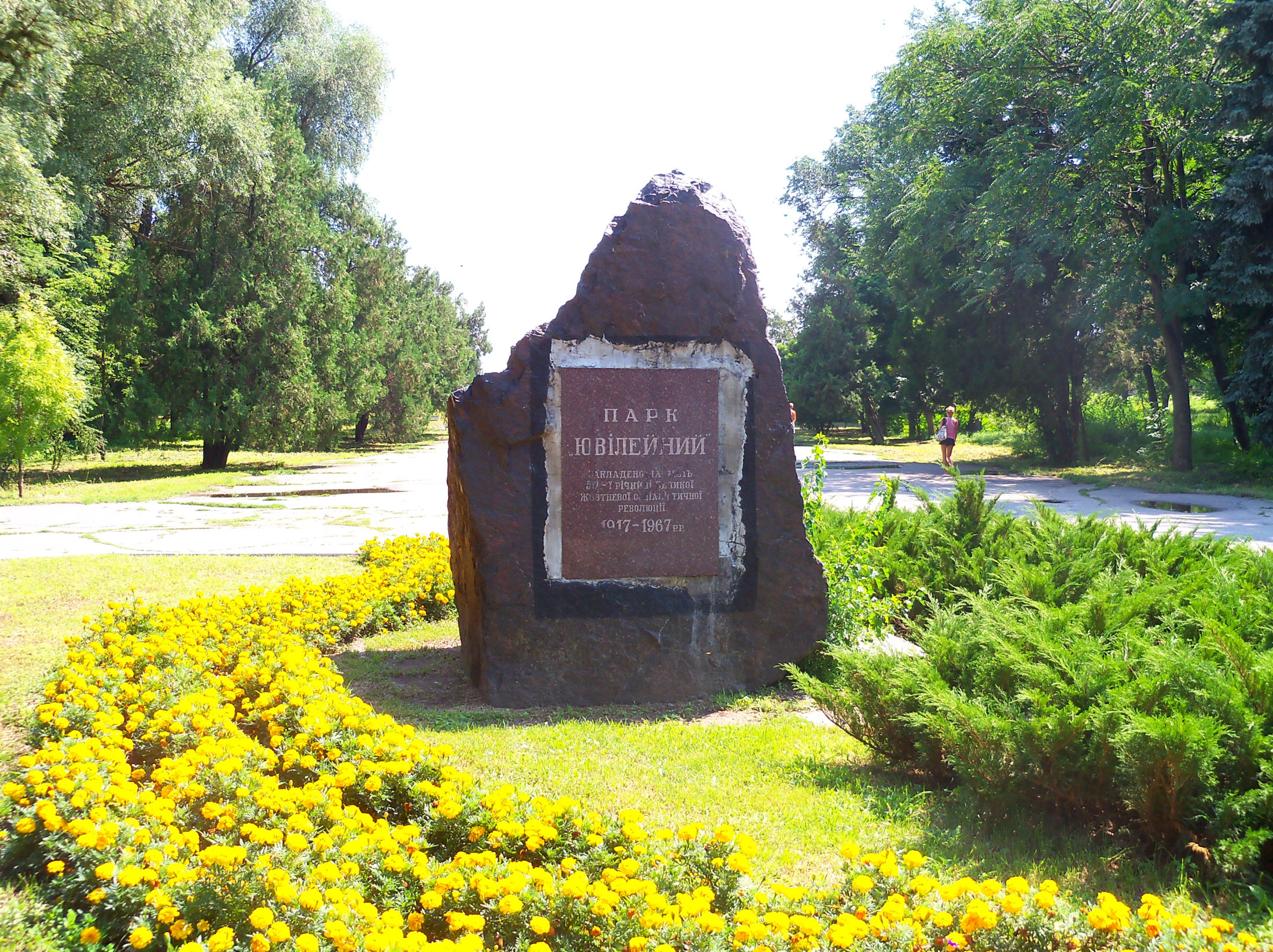
Пам'ятний знак на честь закладання парку
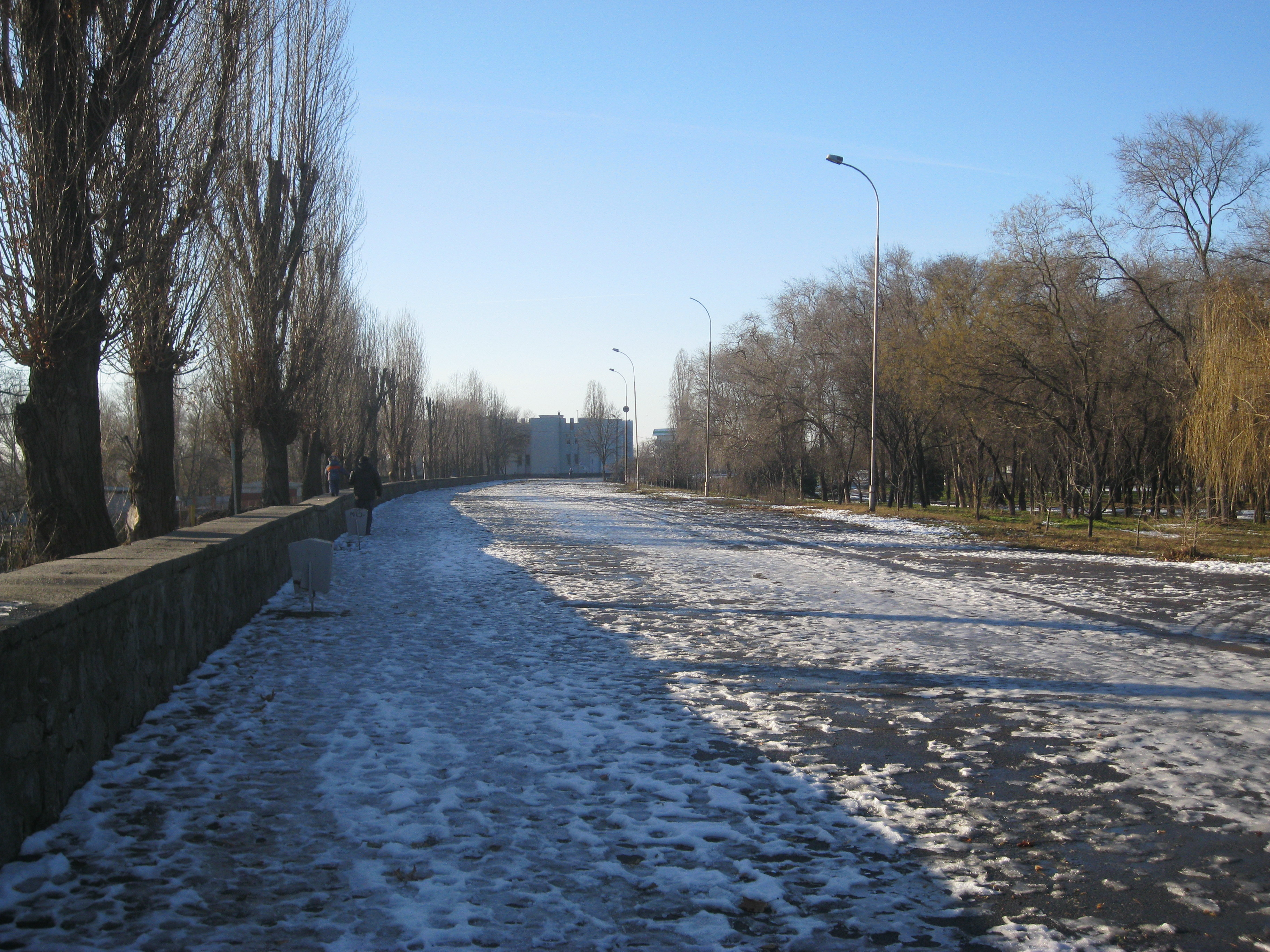
Набережна біля басейну «Нептун»
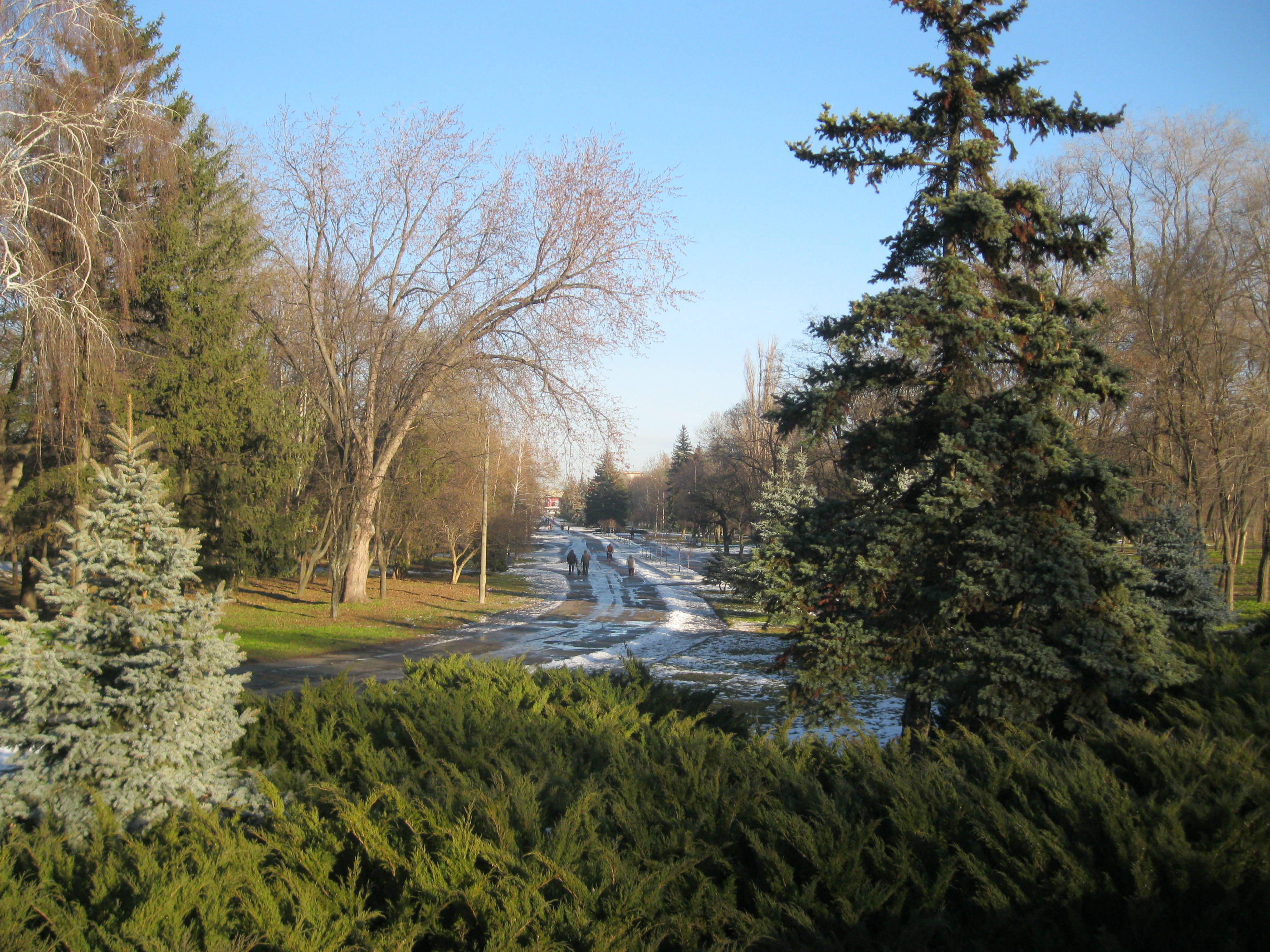
Вид на центральну парку з боку басейну «Нептун»